# NGC 1017
NGC 1017 (другие обозначения — MCG −2-7-47, KUG 0235-112B, PGC 9964) — спиральная галактика в созвездии Кит.
Этот объект входит в число перечисленных в оригинальной редакции «Нового общего каталога».
Вместе с двумя несколько более яркими галактиками NGC 1006 (спиральная с перемычкой) и NGC 1011 (эллиптическая) составляет триплет, получивший название SSSG 9. Триплет является физическим (то есть галактики расположены вблизи друг от друга, а не просто случайно проецируются в близкие точки небесной сферы), поскольку их красное смещение почти одинаково.

## Наблюдаемость
Галактику можно наблюдать в достаточно качественные любительские телескопы во всех местностях земного шара, кроме северных околополярных областей, где она всегда ниже горизонта. Она видна с конца июня (на западе после захода Солнца) до середины марта (на востоке перед восходом Солнца), лучшее время для наблюдений — ноябрь, кроме южных полярных областей, где в это время длится полярный день или белые ночи.